# Garrapatea

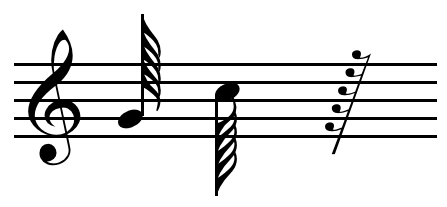
Figura 1. Dos garrapateas y un silencio de garrapatea

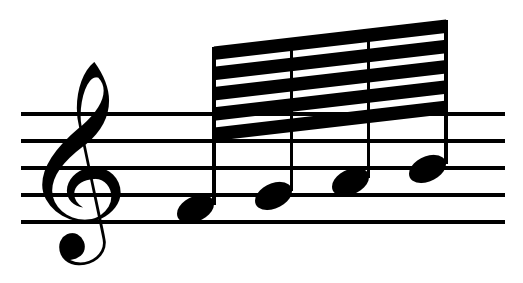
Figura 2. Cuatro garrapateas unidas.

La garrapatea o cuartifusa es una figura musical que equivale a 1/128 del valor de la redonda.
Recibe el nombre de hundred twenty-eighth note en inglés americano y las denominaciones de semihemidemisemiquaver o quasihemidemisemiquaver en inglés británico.

## Representación gráfica
Las figuras de garrapateas se representan con una cabeza de nota ovalada coloreada en negro, con una plica vertical con cinco corchetes, que tienen forma de ganchos o rabillos (ver Figura 1).
La dirección de la plica depende de la posición de la nota. Al igual que sucede con todas las figuras que llevan plicas, se dibujan con la plica a la derecha de la cabeza de la nota y hacia arriba, cuando el sonido representado está por debajo de la tercera línea del pentagrama. Mientras que, cuando la nota está en dicha línea media o por encima de esta, se dibujan con la plica a la izquierda de la cabeza de la nota y hacia abajo. No obstante, esta regla no es absoluta ya que puede variar cuando es necesario ligar varias notas o cuando se representa más de una voz. De hecho en las obras polifónicas la orientación de las plicas ayuda a distinguir las diferentes voces.
Los corchetes siempre deben ir del lado derecho de la plica, curvos hacia la derecha. Cuando la plica apunta hacia arriba, el corchete comienza en la punta superior y se curva hacia abajo; cuando la plica apunta hacia abajo, el corchete comienza desde la punta inferior y se curva hacia arriba.
Cuando varias garrapateas (igual ocurre con las corcheas, semicorcheas, fusas o semifusas) están cerca una de la otra y se encuentran dentro de la misma unidad de pulso, sus cinco corchetes se unen convirtiéndose en cinco barras gruesas más o menos horizontales según la dirección general de las notas a unir (ver Figura 2).
En la música vocal y coral a menudo se le asigna una sílaba diferente a cada nota y cuando una sola sílaba es asignada a varias notas se suelen dibujar enlazadas.
El silencio de garrapatea es su silencio equivalente. La garrapatea, como todas las figuras musicales, tiene un silencio de su mismo valor y supone que durante ese tiempo no se emite sonido alguno.

Garrapatea.
Silencio de garrapatea.

## Duración y equivalencias
En un compás de subdivisión binaria (2
4; 3
4; 4
4; etc.) la garrapatea dura 1/32 parte de un tiempo. Por lo tanto, en un compás de 4
4 esta figura ocupa 1/128 parte de un compás.
Si se le añade un puntillo, la duración total resultante es su valor habitual más la mitad de tal valor.
La figura de garrapatea equivale a 1/128 de una redonda, a 1/64 de una blanca, a 1/32 de una negra, a 1/16 de una corchea, a 1/8 de una semicorchea, a 1/4 de una fusa, a la mitad de una semifusa o bien a 2 semigarrapateas. No obstante, la garrapatea es una de las figuras de duración menor que la semifusa que han caído en desuso en la notación musical actual. La otra es la semigarrapatea que equivale a 1/256 de la redonda, esto es, 1/64 pulsos de negra.
Por encima de la redonda también existen otras figuras de mayor duración que tampoco se utilizan hoy en día. Son: la cuadrada que equivale a ocho negras, la longa que equivale a 16 negras y la maxima que equivale a 32 negras.
En Unicode el símbolo de garrapatea es U+1D164.

## Evolución histórica y usos
Esta figura se utilizaba en la música barroca, pero la dificultad de su interpretación hizo que dejara de incluirse en las composiciones. En su lugar los compositores simplemente duplicaron el tempo de sus piezas y, en lugar de garrapateas, utilizaron semifusas que son más fáciles de leer.
A partir de esa época es extraño encontrar figuras tan cortas en partituras musicales, pero sí existe alguna muestra. Cuando se utilizan suelen encontrarse en pasajes breves y rápidos incluidos en movimientos lentos.
Por ejemplo, aparecen en el primer movimiento de la Sonata para piano op. 13 «Patética» escrita por Ludwig van Beethoven plasmando rápidas escalas.

Cuarto compás del primer movimiento de la Sonata Patética de Beethoven; el último grupo de notas de la mano derecha son garrapateas.

Otro ejemplo se encuentra en las Variaciones sobre «Je suis Lindor» de Wolfgang Amadeus Mozart, donde dos de ellas se emplean en la undécima variación lenta.